# Odinophora dorsalis
Odinophora dorsalis är en stekelart som först beskrevs av Johann Ludwig Christian Gravenhorst 1829.  Odinophora dorsalis ingår i släktet Odinophora och familjen brokparasitsteklar. Inga underarter finns listade i Catalogue of Life.